# Domenic Keller
Domenic Keller (...) è un ex bobbista svizzero.

## Biografia
Viene ricordato di una medaglia di bronzo nella sua disciplina, ottenuta ai campionati mondiali del 2000 (edizione tenutasi a Altenberg, Germania) insieme ai connazionali Urs Aeberhard, Bruno Aeberhard e Christian Reich.
Nell'edizione l'argento e l'oro andarono alle nazionali tedesche. L'anno successivo vinse un altro bronzo nel bob a quattro.